# Округ Кларк (Ајдахо)
Округ Кларк (енгл. Clark County) је округ у америчкој савезној држави Ајдахо.

## Демографија
По попису из 2010. године број становника је 982, што је 40 (-3,9%) становника мање 2000. године.
| Група             | 2000.       | 2010.       |
| Белци             | 653 (63,9%) | 558 (56,8%) |
| Афроамериканци    | 1 (0,1%)    | 7 (0,7%)    |
| Азијати           | 2 (0,2%)    | 5 (0,5%)    |
| Хиспаноамериканци | 350 (34,2%) | 398 (40,5%) |
| Укупно            | 1.022       | 982         |